# کاتاریننریت
کاتاریننریت (به آلمانی: Katharinenrieth) یک منطقهٔ مسکونی در آلمان است که در آل‌اشتت واقع شده‌است. کاتاریننریت ۲۲۱ نفر جمعیت دارد.